# Vobarno
Vobarno est une commune italienne de la province de Brescia, dans la région Lombardie.

## Administration
| Période                                  | Période | Identité | Étiquette | Qualité |
| ---------------------------------------- | ------- | -------- | --------- | ------- |
|                                          |         |          |           |         |
| Les données manquantes sont à compléter. |         |          |           |         |

### Hameaux
Degagna, Eno, Carvanno, Teglie, Moglia, Carpeneda, Collio e Pompegnino

### Communes limitrophes
Capovalle, Gardone Riviera, Gargnano, Provaglio Val Sabbia, Roè Volciano, Sabbio Chiese, Salò, Toscolano-Maderno, Treviso Bresciano, Villanuova sul Clisi

## Jumelages
- Sümeg (Hongrie) depuis 2008